# الدوري الإسباني الدرجة الثانية 1953–54
دوري الدرجة الثانية الإسباني 1953–54 (بالإسبانية: Segunda División de España 1953-54)‏ هو موسم من دوري الدرجة الثانية الإسباني. فاز فيه ديبورتيفو ألافيس.